# Svend Fleuron
Svend Fleuron (* 4. Januar 1874 auf Gut Katrinedal; † 5. April 1966 in Humlebæk) war ein dänischer Schriftsteller.

## Leben
Svend Fleuron wuchs als Sohn eines Gutsbesitzers auf und schlug nach seiner Schulzeit die Offizierslaufbahn ein. Im Jahre 1921 nahm er seinen Abschied vom Militär und lebte fortan als Schriftsteller auf seinen Besitzungen. Mehrere Vortragsreisen führten ihn durch Dänemark und Deutschland. 1941 nahm er am Weimarer Dichtertreffen teil und schrieb in der Zeitschrift „Europäische Literatur“ der dort gegründeten Europäischen Schriftsteller-Vereinigung „begeistert über den Krieg“. Fleuron wirkte als Natur- und vor allem als Tierschriftsteller, wobei er in seinen Texten weit über reine Tierschilderungen hinausging. Er schrieb besonders über in Freiheit lebende Tiere, die er mit großer sprachlicher Kunstfertigkeit in ihrem trieb- und instinktgeleiteten Wesen darzustellen verstand. Es gelang ihm die Abfassung moderner Tierromane mit spürbarer Liebe zur Fauna.

## Werke
in der Reihenfolge des Erscheinens der deutschen Erstausgabe

### Einzelausgaben
- Ein Winter im Jägerhofe, 1912
- Wie Kalb erzogen wurde, 1916
- Strix. Die Geschichte eines Uhus, 1920
- Die rote Koppel. Eine Fuchsgeschichte, 1922
- Meister Lampe. Ein Roman von den dänischen Feldern, 1923
- Katzenvolk. Eine Familienchronik, 1923
- Schnock. Ein Roman von Seen und Sümpfen, 1924
- Schnipp Fidelius Adelzahn. Ein Dackelroman, 1924
- Die Schwäne vom Wildsee, 1925
- Der Graf auf Egerup, 1925
- Waldkäuze. Ein Geschichtenkranz, 1926
- Die gefesselte Wildnis. Roman eines zoologischen Gartens, 1927
- Auf Leben und Tod. Zwei Tiergeschichten, 1927
- Ungleiche Spielkameraden. Illustrationen Friedrich Wilhelm Kleukens, 1927
- Die Färse vom Odinhof, 1928
- Tillip. Die Geschichte einer Buntspechtfamilie, 1928
- Flax Ädilius. Das Leben eines Schäferhundes, 1929
- Eines Wikings Heldenfahrt. Ein Lachsroman, 1930
- Der Kater Mi Rööh und andere Tiergeschichten, 1930
- Tyss und Tuff. Die Schlangen vom Trollberg, 1931
- Mit dem Stöberhund durch Wald und Heide, 1932
- Kallus, der Ameisengeneral, 1933
- Tjo. Die Geschichte eines Rehbocks
  - Bd. 1: Tjo sucht Abenteuer, 1934
  - Bd. 2: Tjo entdeckt das Leben, 1936
- Ruf der fernen Wälder. Tiergeschichten, 1935
- Die Brandgänse, 1937
- Das Fabeltier von Böllemose und andere Tiergeschichten, 1938
- Der Knabe von der blauen Bucht, 1939
- Raben fliegen hoch zu Berg, 1939
- Der schwarze Segler, 1943
- Kiekbusch. Die Geschichte eines Stöberhundes, 1944
- Niemandes Freund. Geschichte einer Wildkatze, 1949
- Schroff der Waldgesell. Die Geschichte eines Dachses, 1955
- Jägerfahrt in der Wildmark, 1952
- Tiro und Pitorra. Zwei Vogelgeschichten, 1954
- Torleifs Pferde. Roman aus Island, 1955
- Der Marder Kurúru, 1956
- Arraban war ein Hengstfüllen und andere Tiergeschichten, 1956
- Die Wölfe von Jetja, 1956
- Katzen, Fotos von Ylla, 1956
- Syssel. Eine Wildentengeschichte, 1956
- Der große Wolfszug, 1958
- Ajax und die Tiere, 1958
- Koss, der Waldhase, 1959
- Reineke Rau. Die schlaue Füchsin vom Stamm der roten Koppel, 1960

### Gesamtausgaben und Auswahlbände
- Gesammelte Werke, 1939 (sechs Bände)
- Unsere Freunde die Tiere. Die schönsten Tiergeschichten, 1952
- Fleurons schönste Tiergeschichten. Eine Auswahl aus dem Gesamtwerk, 1958